# Déván István
Déván István (Pozsony, 1890.  november 4.  – Kempten, (NSZK), 1977. május 21.) magyar  atléta, újságíró, lapszerkesztő.

## Családja
Édesapja Déván Ottó Konstantin József Tódor királyi főügyész, édesanyja füleki Fülep Izabella. Apai nagyszülei az ismert pozsonyi orvos és királyi egészségügyi tanácsos Déván Károly és a német származású Siebenfreund Christine.

## Életpályája
1910-től a Magyar Atlétikai Club (MAC) atlétája, síelője, bobversenyzője, 1920-tól a Budapesti Korcsolyázó Egylet gyorskorcsolyázója, a MAC autó- és motorkerékpár-versenyzője volt. 1912-ben a részt vett a stockholmi nyári, 1924-ben az 1., chamonix-i téli olimpián. 1912 és 1915 között atlétikában háromszoros egyéni - , 1919- ben kétszeres váltó - , 1919-ben egyszeres csapatbajnok. 1922-ben síelésben összetett magyar bajnok, és még abban az évben  gyorskorcsolyában is magyar bajnoki címet nyert. 1912-től 1914-ig atlétikában, 1922-től 1924-ig síelésben magyar válogatott. 1908-tól 1944-ig újságíróként dolgozott. 1912-től 1914-ig a Pesti Hírlap tudósítója, 1920-tól 1925-ig a Nemzeti Újság autórovatának vezetője volt. 1925-től 1931-ig az Automobil Motorsport című folyóirat tulajdonos-főszerkesztője, 1933-34-ben az Automobil und Motorrad Weltalmanachszerkesztője, 1934-től az A Nép és az Esti Újság munkatársa. 1944-től haláláig, 1977- ig Németországban élt.

## Főbb művei
- Sí. Ugrás, futás, tréning és versenyzés (Budapest,  1919);
- A modern atlétika (Bp., 1922);
- A modern sísport (Bp., 1923; németül Bp., 1924);
- Automobil Almanach (Bp., 1925);
- A síelés abc-je (Bp., 1931, 2. kiad. Bp., 1940; angolul Bp. 1936);
- A sízés technikája síkon, lejtőn, meredeken. Az új sí abc (Bp., 1936);
- A magyar szocialista állam sportja (Bp., 1938);
- Standard-Abfahrten in Europa (München, 1938);
- Sport. Kérdezz! Felelek! (1-2., Bp., 1940-41).